# 武田茂男
武田 茂男（たけだ しげお、1950年4月6日 - ）は、日本の実業家、馬主。
メジロ牧場の元場長で、現在は育成牧場の武田ステーブル代表を務める。

## 経歴
東京都出身。1973年に日本大学農獣医学部獣医科を卒業すると県営新潟競馬場東野診療所に勤め、翌年メジロ牧場に獣医師として入社。その後副場長を経て場長となった。当時は「メジロの頭脳」と呼ばれていた。1995年にメジロ牧場を退社すると、1997年、北海道浦河町に育成牧場の武田ステーブルを開設。育成馬としてアドマイヤコジーン、ファインモーション、スプリングゲント、トーホウジャッカルでGI競走を制し、2019年には自身の所有馬でもあるインティがフェブラリーステークスを制した。

## 馬主活動と所有馬

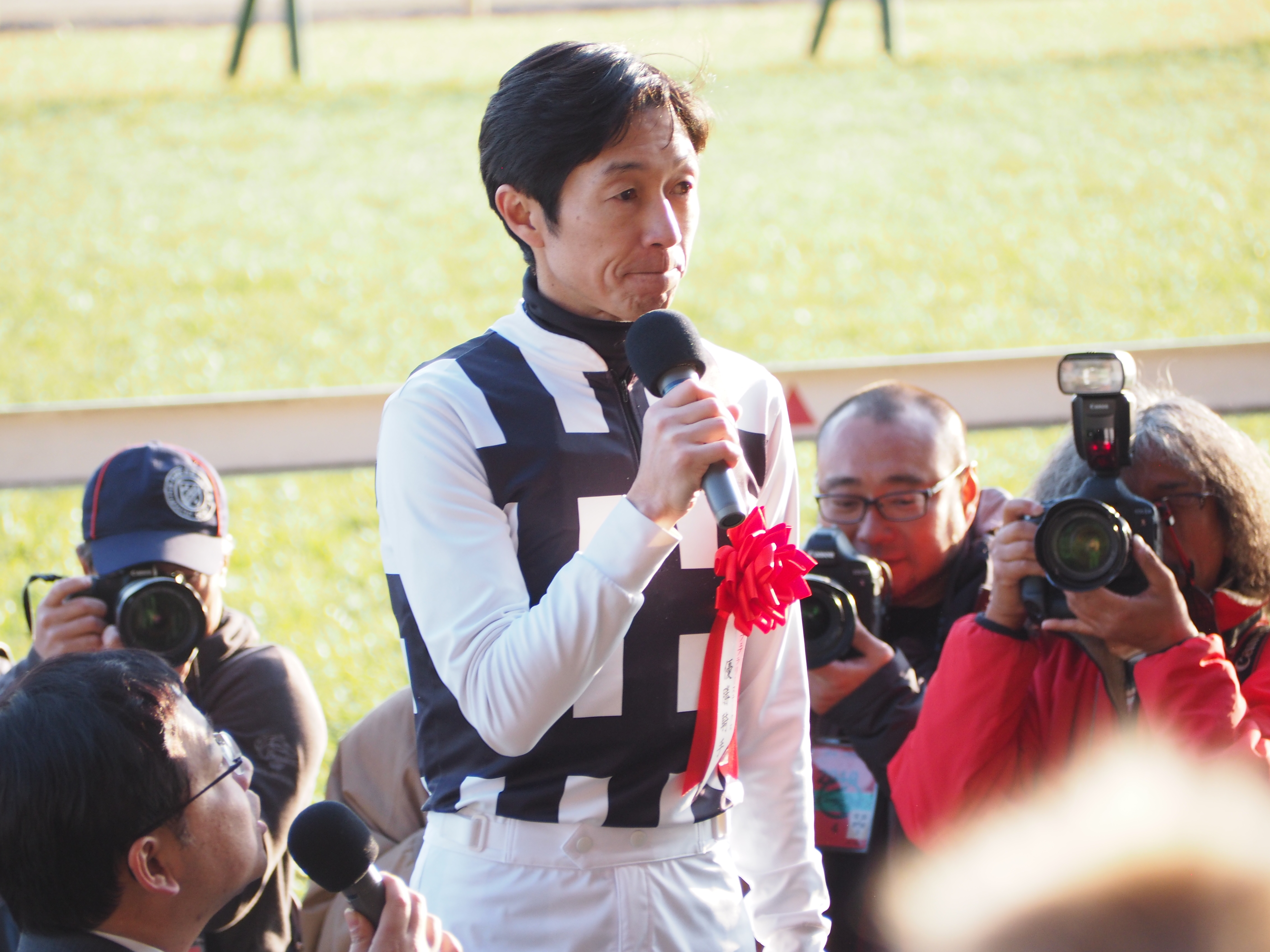
武田の勝負服を着用した武豊

日本中央競馬会（JRA）に登録する馬主でもある。勝負服の柄は白、黒格子、白袖、冠名は特に用いない。

### 主な所有馬
- インティ（2019年東海ステークス、フェブラリーステークス、かしわ記念2着、チャンピオンズカップ3着、2020年チャンピオンズカップ3着、2021年かしわ記念3着）
- キティ（インティの母）